# Gallup Test
Clifton Strengths Analysis o Gallup Test è il nome comune dello strumento psicometrico CliftonStrengths, in precedenza chiamato anche StrengthsFinder, e sviluppato dal Gallup Institute, che costituisce la maggior parte delle sue entrate. Il test è stato inventato da Don Clifton ed è noto anche come Gallup Strengths Assessment o Clifton Strengths Test .
Si tratta di uno strumento online di valutazione della personalità che si concentra su 34 temi che compongono la personalità dell'utente; Gallup utilizza lo strumento come parte dei suoi servizi di consulenza.
I risultati del test hanno lo scopo di aiutare le persone a comprendere meglio i propri punti di forza e come utilizzarli per raggiungere i propri obiettivi e migliorare le proprie performance. Il test è ampiamente utilizzato quando si valutano candidati all'assunzione o si considerano i dipendenti per promozioni interne.
Per sostenere il Gallup Test, le persone devono competare un questionario online che chiede loro di valutare il loro livello di accordo con una serie di affermazioni relative a ciascuno dei 34 temi. I risultati vengono utilizzati per identificare i 5 temi principali dell'individuo, che sono considerati i suoi principali punti di forza. Questi temi sono classificati in ordine di importanza, dove il tema con il rango più alto è considerato il più grande punto di forza dell'individuo.